# Canton de Douarnenez
Le canton de Douarnenez est une circonscription électorale française située dans le département du Finistère et la région Bretagne.

## Histoire
Le canton de Douarnenez a été créé en 1790.
Un nouveau découpage territorial du Finistère entre en vigueur à l'occasion des élections départementales de mars 2015, défini par le décret du 13 février 2014, en application des lois du 17 mai 2013 (loi organique 2013-402 et loi 2013-403). Les conseillers départementaux sont, à compter de ces élections, élus au scrutin majoritaire binominal mixte. Les électeurs de chaque canton élisent au Conseil départemental, nouvelle appellation du Conseil général, deux membres de sexe différent, qui se présentent en binôme de candidats. Les conseillers départementaux sont élus pour 6 ans au scrutin binominal majoritaire à deux tours, l'accès au second tour nécessitant 12,5 % des inscrits au 1er tour. En outre la totalité des conseillers départementaux est renouvelée. Ce nouveau mode de scrutin nécessite un redécoupage des cantons dont le nombre est divisé par deux avec arrondi à l'unité impaire supérieure si ce nombre n'est pas entier impair, assorti de conditions de seuils minimaux. Dans le Finistère, le nombre de cantons passe ainsi de 54 à 27. Le nombre de communes du canton de Douarnenez passe de 6 à 17.
Le nouveau canton de Douarnenez est formé de communes des anciens cantons de Pont-Croix (12 communes), de Douarnenez (4 communes) et de Châteaulin (1 commune). Avec ce redécoupage administratif, le territoire du canton s'affranchit des limites d'arrondissements, avec 16 communes incluses dans l'arrondissement de Quimper et 1 dans l'arrondissement de Châteaulin. Le bureau centralisateur est situé à Douarnenez.

## Représentation

### Conseillers d'arrondissement (de 1833 à 1940)
| Période                                  | Période          | Identité                             | Étiquette           | Qualité |
| ---------------------------------------- | ---------------- | ------------------------------------ | ------------------- | --- |
| 1833                                     | 1839             | Raymond Le Bris du Reste (1786-1856) |                     | Officier retraité, propriétaire à Ploaré                                                                    |
| 1839                                     | 1848             | Armand René du Châtellier            |                     | Inspecteur des prisons, archéologue, historien, économiste, propriétaire du château de Kernuz à Pont-l'Abbé |
|                                          |                  |                                      |                     | |
| 1871                                     |                  | Jacob Le Clec'h (1833-1875)          |                     | Notaire à Douarnenez                                                                                        |
|                                          |                  |                                      |                     | |
| 1889                                     | 1896 (démission) | Henri Damey (père) (1844-1921)       | Rép.G.              | Notaire, maire de Plogonnec                                                                                 |
| 1896                                     | 1904             | René Pierre Béziers (1845-1922)      | Républicain         | Négociant, conserveur à Douarnenez                                                                          |
| 1904                                     | 1910             | Bernard Jacq                         | Républicain libéral | Médecin à Douarnenez                                                                                        |
| 1910                                     | 1913             | Jean Andro                           | Radical             | Industriel et négociant, propriétaire à Ploaré (Le Stancou)                                                 |
| 1913                                     | 1919             | Henri Damey (fils) (1879-1960)       | Rép.G               | Magistrat, Président du Tribunal civil de Châteaulin puis de Morlaix                                        |
| 1919                                     | 1922             | Pierre Quinquis                      | Libéral             | Conseiller municipal puis maire de Douarnenez                                                               |
| 1922                                     | 1928             | Jean Andro                           | Radical             | Épicier, maire de Ploaré                                                                                    |
| 1928                                     | 1934 (décès)     | Jean-Marie Coadou (1872-1934)        | URD                 | Cultivateur au Vern, maire de Plogonnec (1925-1929                                                          |
| 1934                                     | 1940             | Jules Schemitt (1892-1976)           | PDP                 | Président du syndicat des mareyeurs, saleurs et expéditeurs du littoral, Douarnenez                         |
| 1940                                     |                  |                                      |                     | Les conseils d'arrondissement ont été suspendus par la loi du 12 octobre 1940 et n'ont jamais été réactivés |
| Les données manquantes sont à compléter. |                  |                                      |                     | |

### Conseillers généraux de 1833 à 2015
| Période | Période          | Identité                                   | Étiquette       | Qualité                                                                                                |
| ------- | ---------------- | ------------------------------------------ | --------------- | --- |
| 1833    | 1852             | Julien Marie Toussaint Debon (1791-1869)   |                 | Propriétaire et négociant en sardines ancien maire de Douarnenez                                       |
| 1852    | 1871             | Auguste Halna du Frétay (1817-1891)        |                 | Propriétaire Maire de Ploaré                                                                           |
| 1871    | 1877             | Gustave Le Guillou de Pénanros (1815-1900) | Droite          | Négociant, notaire, maire de Douarnenez                                                                |
| 1877    | 1879 (décès)     | Hyacinthe Verchin                          | Républicain     | Avocat à Quimper                                                                                       |
| 1879    | 1896 (décès)     | Jean-Baptiste Le Batard                    | Prog.           | Ancien chirurgien de la marine royale conseiller municipal de Quimper                                  |
| 1896    | 1919             | Henri Damey (père) (1844-1921)             | Prog.→Rép.G     | Notaire (du bourg) Maire de Plogonnec (1896-1919), conseiller d'arrondissement                         |
| 1919    | 1925             | Henri Damey (fils) (1879-1960)             | Rép.G           | Magistrat, Président du Tribunal civil de Châteaulin puis de Morlaix, conseiller d'arrondissement      |
| 1925    | 1940             | François Halna du Fretay (1891-1963)       | URD puis PSF    | Assureur Maire de Ploaré Nommé conseiller départemental en 1943                                        |
|         |                  |                                            |                 | |
| 1945    | 1951             | Xavier Trellu                              | MRP             | Professeur agrégé Sénateur (1955-1959) Député (1958-1962)                                              |
| 1951    | 1964             | Marcel Arnous des Saulsays (1913-1982)     | MRP             | Maire de Douarnenez (1951-1959)                                                                        |
| 1964    | 1975 (décès)     | Louis Tymen                                | CD              | Cultivateur, maire du Juch                                                                             |
| 1975    | 1982             | Guy Guermeur                               | UDR puis RPR    | Sous-préfet Député européen (1984-1994) Député (1978-1981)                                             |
| 1982    | 1994             | Jean Peuziat                               | PS              | Cadre d'entreprise Député (1981-1988) Adjoint au maire de Douarnenez                                   |
| 1994    | 2001             | Joseph Trétout                             | CDS puis UDF-FD | Ancien directeur de l'arsenal de Brest Maire de Douarnenez (1995-1996)                                 |
| 2001    | 2009 (démission) | Philippe Paul                              | UMP             | Cadre du secteur privé, assistant parlementaire Maire de Douarnenez (2008-2017) Sénateur (depuis 2008) |
| 2009    | 2015             | Erwan Le Floch                             | UMP puis DVD    | Dirigeant de société Maire-adjoint de Douarnenez                                                       |

### Conseillers départementaux à partir de 2015
| Période élective | Période élective | Mandat | Mandat   | Identité          | Nuance | Nuance | Qualité                                                                                                 |
| ---------------- | ---------------- | ------ | -------- | ----------------- | ------ | ------ | --- |
| 2015             | 2021             | 2015   | 2021     | Didier Guillon    |        | LR     | Chef d'entreprise, Maire d'Esquibien (2008-2015) Conseiller général du canton de Pont-Croix (2011-2015) |
| 2015             | 2021             | 2015   | 2021     | Jocelyne Poitevin |        | DVD    | Entrepreneur, Maire de Douarnenez (1996-2001)                                                           |
| 2021             | 2028             | 2021   | en cours | Didier Guillon    |        | LR     | Conseiller sortant, 10ème Vice-Président du conseil départemental                                       |
| 2021             | 2028             | 2021   | en cours | Jocelyne Poitevin |        | DVD    | Conseillère sortante, 1ère Vice-Présidente du conseil départemental                                     |

### Résultats détaillés

#### Élections de mars 2015
À l'issue du 1er tour des élections départementales de 2015, deux binômes sont en ballottage : Didier Guillon et Jocelyne Poitevin (Union de la Droite, 28,05 %) et Florence Crom et Gurvan Kerloc'h (PS, 22,1 %). Le taux de participation est de 50,77 % (15 183 votants sur 29 905 inscrits) contre 51,11 % au niveau départementalet 50,17 % au niveau national.
Au second tour, Didier Guillon et Jocelyne Poitevin (Union de la Droite) sont élus avec 55,14 % des suffrages exprimés et un taux de participation de 50,64 % (7 736 voix pour 15 144 votants et 29 903 inscrits).

#### Élections de juin 2021
Le premier tour des élections départementales de 2021 est marqué par un très faible taux de participation (33,26 % au niveau national). Dans le canton de Douarnenez, ce taux de participation est de 39,2 % (11 145 votants sur 28 432 inscrits) contre 35,55 % au niveau départemental. À l'issue de ce premier tour, deux binômes sont en ballottage : Florence Crom et Damien Roffat (Union à gauche, 43,64 %) et Didier Guillon et Jocelyne Poitevin (Union au centre et à droite, 43,63 %).
Le second tour des élections est marqué une nouvelle fois par une abstention massive équivalente au premier tour. Les taux de participation sont de 34,36 % au niveau national, 36,76 % dans le département et 43,4 % dans le canton de Douarnenez. Didier Guillon et Jocelyne Poitevin (Union au centre et à droite) sont élus avec 50,72 % des suffrages exprimés (5 969 voix pour 12 343 votants et 28 441 inscrits),,.

## Composition

### Composition avant 2015

Localisation du Canton de Douarnenez avant 2015.

Le canton de Douarnenez regroupait six communes.
| Nom             | Code Insee | Codepostal | Superficie (km2) | Population (dernière pop. légale) | Densité (hab./km2) |
| --------------- | ---------- | ---------- | ---------------- | --------------------------------- | ------------------ |
| Douarnenez      | 29046      | 29100      | 24,94            | 14 747 (2012)                     | 591                |
| Guengat         | 29066      | 29180      | 22,72            | 1 686 (2012)                      | 74                 |
| Le Juch         | 29087      | 29100      | 14,38            | 727 (2012)                        | 51                 |
| Plogonnec       | 29169      | 29180      | 54,14            | 3 070 (2012)                      | 57                 |
| Pouldergat      | 29224      | 29100      | 24,39            | 1 237 (2012)                      | 51                 |
| Poullan-sur-Mer | 29226      | 29100      | 30,35            | 1 556 (2012)                      | 51                 |

### Composition à partir de 2015
Lors du redécoupage de 2014, le canton de Douarnenez comprenait dix-sept communes entières.
À la suite de la fusion, au 1er janvier 2016, d'Esquibien avec Audierne pour former une commune nouvelle, le canton est désormais composé de seize communes.
| Nom                                | Code Insee | Intercommunalité             | Superficie (km2) | Population (dernière pop. légale) | Densité (hab./km2) | Modifier                                    |
| ---------------------------------- | ---------- | ---------------------------- | ---------------- | --------------------------------- | ------------------ | ------------------------------------------- |
| Douarnenez (bureau centralisateur) | 29046      | CC Douarnenez Communauté     | 24,94            | 14 188 (2022)                     | 569                | modifier les données · modifier les données |
| Audierne                           | 29003      | CC Cap Sizun - Pointe du Raz | 18,37            | 3 708 (2022)                      | 202                | modifier les données · modifier les données |
| Beuzec-Cap-Sizun                   | 29008      | CC Cap Sizun - Pointe du Raz | 34,54            | 1 018 (2022)                      | 29                 | modifier les données · modifier les données |
| Cléden-Cap-Sizun                   | 29028      | CC Cap Sizun - Pointe du Raz | 19,08            | 912 (2022)                        | 48                 | modifier les données · modifier les données |
| Confort-Meilars                    | 29145      | CC Cap Sizun - Pointe du Raz | 14,68            | 860 (2022)                        | 59                 | modifier les données · modifier les données |
| Goulien                            | 29063      | CC Cap Sizun - Pointe du Raz | 12,77            | 440 (2022)                        | 34                 | modifier les données · modifier les données |
| Île-de-Sein                        | 29083      | -                            | 0,60             | 280 (2022)                        | 467                | modifier les données · modifier les données |
| Le Juch                            | 29087      | CC Douarnenez Communauté     | 14,38            | 753 (2022)                        | 52                 | modifier les données · modifier les données |
| Kerlaz                             | 29090      | CC Douarnenez Communauté     | 11,45            | 798 (2022)                        | 70                 | modifier les données · modifier les données |
| Mahalon                            | 29143      | CC Cap Sizun - Pointe du Raz | 21,39            | 1 010 (2022)                      | 47                 | modifier les données · modifier les données |
| Plogoff                            | 29168      | CC Cap Sizun - Pointe du Raz | 11,73            | 1 166 (2022)                      | 99                 | modifier les données · modifier les données |
| Plouhinec                          | 29197      | CC Cap Sizun - Pointe du Raz | 28,05            | 3 923 (2022)                      | 140                | modifier les données · modifier les données |
| Pont-Croix                         | 29218      | CC Cap Sizun - Pointe du Raz | 8,09             | 1 635 (2022)                      | 202                | modifier les données · modifier les données |
| Pouldergat                         | 29224      | CC Douarnenez Communauté     | 24,39            | 1 213 (2022)                      | 50                 | modifier les données · modifier les données |
| Poullan-sur-Mer                    | 29226      | CC Douarnenez Communauté     | 30,35            | 1 460 (2022)                      | 48                 | modifier les données · modifier les données |
| Primelin                           | 29228      | CC Cap Sizun - Pointe du Raz | 8,67             | 641 (2022)                        | 74                 | modifier les données · modifier les données |
| Canton de Douarnenez               | 2910       |                              | 283,48           | 34 005 (2022)                     | 120                | modifier les données                        |

## Démographie

### Démographie avant 2015
| 1962   | 1968   | 1975   | 1982   | 1990   | 1999   | 2006   | 2011   | 2012   |
| ------ | ------ | ------ | ------ | ------ | ------ | ------ | ------ | ------ |
| 26 224 | 25 867 | 26 125 | 25 770 | 24 823 | 23 619 | 23 783 | 23 054 | 23 023 |

### Démographie depuis 2015
En 2022, le canton comptait 34 005 habitants, en évolution de +0,08 % par rapport à 2016 (Finistère : +2,16 %, France hors Mayotte : +2,11 %).
| 2013   | 2018   | 2022   |
| ------ | ------ | ------ |
| 35 010 | 33 833 | 34 005 |